# Prieuré Saint-Pierre-ès-Liens
Le prieuré Saint-Pierre-ès-Liens est un prieuré situé à Château-Arnoux-Saint-Auban, en France.

## Localisation
Le prieuré est situé sur la commune de Château-Arnoux-Saint-Auban, dans le département français des Alpes-de-Haute-Provence.

## Historique
L'édifice est inscrit au titre des monuments historiques en 1978.